# Diplacodes exul
Diplacodes exul is een libellensoort uit de familie van de korenbouten (Libellulidae), onderorde echte libellen (Anisoptera).
De wetenschappelijke naam Diplacodes exul is voor het eerst geldig gepubliceerd in 1883 door Selys.